# Jason Blake
Jason Blake (* 2. září 1973, Moorhead) je bývalý americký hokejový útočník. Poslední tři sezony své sportovní kariéry v NHL strávil v dresu Anaheimu.

## Kariéra
Jason se po vystudování školy pokoušel prosadit do NHL. Čtyři roky hrál v nižších soutěžích. První zápas v NHL hrál v sezóně 1998–1999. Los Angeles jej po třech sezónách vyměnili za páté kolo draftu do New York Islanders. Zde posbíral mnoho zkušeností. Výsledkem byly čtyři sezóny, ve kterých nastřílel přes dvacet branek a stal se oporou týmu. To vše se mu podařilo až po třicítce. Mezi jeho soupeři patří k těm méně oblíbeným pro svou hru, která nenechá hráče soupeře v klidu. Jeho držení hokejky je orientované nalevo.

## Nemoc
V roce 2007 zjistili lékaři Jasonovi vzácnou formu leukémie, která je podle lékařů dobře vyléčitelná a neměla by přerušit jeho kariéru.

## Ocenění a úspěchy
- 1994 USHL Trofej Dave Tyler
- 1995 CCHA All-Rookie tým
- 1997, 1998 WCHA All-První tým
- 1998 AHCA Západní Druhý All-American tým
- 1998 WCHA All-Tournament tým
- 1999 WCHA All-První tým
- 1999 AHCA Západní Druhý All-American tým
- 2007 NHL All-Star Game
- 2008 NHL Trofej Bill Masterton

## Prvenství
- Debut v NHL – 18. dubna 1999 (Los Angeles Kings proti St. Louis Blues)
- První gól v NHL – 18. dubna 1999 (Los Angeles Kings proti St. Louis Blues, kanadskému brankáři Jamie McLennan)
- První asistence v NHL – 24. října 1999 (Los Angeles Kings proti Los Angeles Kings)
- První hattrick v NHL – 11. ledna 2003 (New York Islanders proti Atlanta Thrashers)

## Klubová statistika
| Sezóna       | Klub                        | Soutěž       |     | Základní část | Základní část | Základní část | Základní část | Základní část |   | Play off | Play off | Play off | Play off | Play off |
| Sezóna       | Klub                        | Soutěž       | Z   | G             | A             | B             | TM            | Z             | G | A        | B        | TM       |          |          |
| 1992–93      | Waterloo Black Hawks        | USHL         | 45  | 24            | 27            | 51            | 107           | —             | — | —        | —        | —        |          |          |
| 1993–94      | Waterloo Black Hawks        | USHL         | 47  | 50            | 50            | 100           | 76            | —             | — | —        | —        | —        |          |          |
| 1994–95      | Ferris State Bulldogs       | CCHA         | 36  | 16            | 16            | 32            | 46            | —             | — | —        | —        | —        |          |          |
| 1996–97      | Univerzita v severní Dakotě | WCHA         | 43  | 19            | 32            | 51            | 44            | —             | — | —        | —        | —        |          |          |
| 1997–98      | Univerzita v severní Dakotě | WCHA         | 38  | 24            | 27            | 51            | 62            | —             | — | —        | —        | —        |          |          |
| 1998–99      | Univerzita v severní Dakotě | WCHA         | 38  | 28            | 41            | 69            | 49            | —             | — | —        | —        | —        |          |          |
| 1998–99      | Orlando Solar Bears         | IHL          | 5   | 3             | 5             | 8             | 6             | 13            | 3 | 4        | 7        | 20       |          |          |
| 1998–99      | Los Angeles Kings           | NHL          | 1   | 1             | 0             | 1             | 0             | —             | — | —        | —        | —        |          |          |
| 1999–00      | Long Beach Ice Dogs         | IHL          | 7   | 3             | 6             | 9             | 2             | —             | — | —        | —        | —        |          |          |
| 1999–00      | Los Angeles Kings           | NHL          | 64  | 5             | 18            | 23            | 26            | 3             | 0 | 0        | 0        | 0        |          |          |
| 2000–01      | Lowell Lock Monsters        | AHL          | 2   | 0             | 1             | 1             | 2             | —             | — | —        | —        | —        |          |          |
| 2000–01      | Los Angeles Kings           | NHL          | 17  | 1             | 3             | 4             | 10            | —             | — | —        | —        | —        |          |          |
| 2000–01      | New York Islanders          | NHL          | 30  | 4             | 8             | 12            | 24            | —             | — | —        | —        | —        |          |          |
| 2001–02      | New York Islanders          | NHL          | 82  | 8             | 10            | 18            | 36            | 7             | 0 | 1        | 1        | 13       |          |          |
| 2002–03      | New York Islanders          | NHL          | 81  | 25            | 30            | 55            | 58            | 5             | 0 | 1        | 1        | 2        |          |          |
| 2003–04      | New York Islanders          | NHL          | 75  | 22            | 25            | 47            | 56            | 4             | 2 | 0        | 2        | 2        |          |          |
| 2004–05      | HC Lugano                   | NLA          | 7   | 2             | 2             | 4             | 4             | —             | — | —        | —        | —        |          |          |
| 2005–06      | New York Islanders          | NHL          | 76  | 28            | 29            | 57            | 60            | —             | — | —        | —        | —        |          |          |
| 2006–07      | New York Islanders          | NHL          | 82  | 40            | 29            | 69            | 34            | 5             | 1 | 2        | 3        | 2        |          |          |
| 2007–08      | Toronto Maple Leafs         | NHL          | 82  | 15            | 37            | 52            | 28            | —             | — | —        | —        | —        |          |          |
| 2008–09      | Toronto Maple Leafs         | NHL          | 78  | 25            | 38            | 63            | 40            | —             | — | —        | —        | —        |          |          |
| 2009–10      | Toronto Maple Leafs         | NHL          | 56  | 10            | 16            | 26            | 26            | —             | — | —        | —        | —        |          |          |
| 2009–10      | Anaheim Ducks               | NHL          | 26  | 6             | 9             | 15            | 10            | —             | — | —        | —        | —        |          |          |
| 2010–11      | Anaheim Ducks               | NHL          | 76  | 16            | 16            | 32            | 41            | 6             | 3 | 1        | 4        | 0        |          |          |
| 2011–12      | Anaheim Ducks               | NHL          | 45  | 7             | 5             | 12            | 6             | —             | — | —        | —        | —        |          |          |
| Celkem v NHL | Celkem v NHL                | Celkem v NHL | 871 | 213           | 263           | 486           | 455           | 30            | 6 | 5        | 11       | 19       |          |          |

## Reprezentace
| Rok                    | Tým                    | Soutěž                 | Z  | G | A | B | TM |
| ---------------------- | ---------------------- | ---------------------- | -- | - | - | - | -- |
| 2000                   | USA                    | MS                     | 7  | 1 | 1 | 2 | 2  |
| 2004                   | USA                    | SP                     | 4  | 1 | 0 | 1 | 2  |
| 2006                   | USA                    | OH                     | 6  | 0 | 0 | 0 | 2  |
| 2009                   | USA                    | MS                     | 9  | 1 | 3 | 4 | 4  |
| Seniorská reprezentace | Seniorská reprezentace | Seniorská reprezentace | 26 | 3 | 4 | 7 | 10 |